# Geodia arripiens
Geodia arripiens är en svampdjursart som beskrevs av Lindgren 1897. Geodia arripiens ingår i släktet Geodia och familjen Geodiidae.
Artens utbredningsområde är havet utanför Vietnam. Inga underarter finns listade i Catalogue of Life.